# Plagiostenopterina similis
Plagiostenopterina similis är en tvåvingeart som först beskrevs av Friedrich Georg Hendel 1914.  Plagiostenopterina similis ingår i släktet Plagiostenopterina och familjen bredmunsflugor. Inga underarter finns listade i Catalogue of Life.